# Sinan Çetin
Sinan Çetin (nascut l'1 de març de 1953) és un director de cinema, actor i productor turc. Va guanyar el premi al millor director al 12è Festival Internacional de Cinama de Dhaka.
Çetin va néixer com un dels vuit fills d'un funcionari de duanes. És d'origen àzeri per part de mare i georgià per part de mare. Va estudiar història de l'art a la Universitat de Hacettepe. Çetin ha produït pel·lícules i sèries de televisió, i sobretot, comercials. És més conegut al món de parla anglesa per la seva pel·lícula de 1999 Propaganda, una comèdia libertària aclamada per la crítica sobre l'est de Turquia posterior a la Segona Guerra Mundial. Çetin va dirigir i produir aquesta pel·lícula, com va fer per a moltes altres pel·lícules. La seva pel·lícula de 1993 Berlin in Berlin es va presentar al 18è Festival Internacional de Cinema de Moscou.
Çetin és un fan d'Ayn Rand, i ha publicat els llibres de Rand i altres llibres de libertari a Turquia.
Çetin gestiona i és propietari de la productora cinematogràfica Plato Film Productions. Va obrir l'empresa l'any 1986 i des d'aleshores s'ha anat ampliant. És una de les empreses de producció amb més èxit comercial a Turquia. Actualment està treballant en el seu 13è llargmetratge anomenat Çanakkale Çocukları. La pel·lícula comptarà amb actors com Haluk Bilginer, Oktay Kaynarca, Yavuz Bingöl i els dos fills de Sinan Çetin, Rafael Cemo Çetin i Orfeo Çetin.

## Filmografia

### Pel·lícules
- 1975 - Hanzo
- 1980 - Bir Günün Hikayesi
- 1982 - Çiçek Abbas (Director)
- 1982 - Çirkinler de Sever (Director)
- 1985 - 14 Numara (Director)
- 1986 - Prenses Gökyüzü (Director)
- 1993 - Berlin in Berlin (Director)
- 1995 - Bay E (Director)
- 1999 - Propaganda (Director)
- 2001 - Komser Şekspir (Director)
- 2002 - Banka (Director)
- 2004 - Okul (Producer)
- 2004 - Romantik (Director)
- 2005 - Pardon (Producer)
- 2005 - Şans Kapıyı Kırınca (Actor)
- 2008 - Mutlu Ol! Bu bir emirdir (Writer & Director)
- 2010 - Kağıt (Director)

### Sèries de televisió
- 2004 - Avrupa Yakası
- 2006 - Sahte Prenses

### Documentals
- 1977 - Baskın
- 1977 - Halı Türküsü